# 요리왕 비룡의 등장인물 목록
다음은 요리왕 비룡의 등장인물 목록이다.

## 주요 인물
- 비룡 (류 마오신, 통칭 '마오')

- 유란 (메이리)

- 소호 (시로)
  - 구판 성우: 사카모토 치카/김정애
  - 더 마스터 성우: 후지이 유키요/박리나
  - 비룡이 특급 요리사 자격을 취득한후 떠난 요리여행에서 만난 소년. 어머니가 일본인인 일본계 중국인이다.[1] 요리사가 되기 위하여 3년간 수행하였지만 실력은 형편없다. 상당한 말썽꾸러기에 악동이지만, 착한 성품을 지녀 비룡과 친해진다. 비룡의 추천으로 양천주가에 들어가 요리 공부에 매진중이다.

- 일석 (레온)
  - 구판 성우: 칸나 노부토시, 노다 쥰코 (소년 시절)/김승준
  - 더 마스터 성우: 스기타 토모카즈/윤동기
  - 어린 시절 양천주가에서 수행한 천재 요리사. 비룡의 사형. 중국 곳곳의 요리를 배우고자 여행을 떠나지만 선택을 잘못하여 암흑요리계에 빠지고 만다. 암흑요리계에서 두각을 나타내며 암흑요리비법을 터득하지만, 암흑패 무자비함에 회의를 느끼고 탈퇴 - 그들을 분쇄 시키기 위하여 광주에 잠들어 있는 전설의 요리기구를 놓고 비룡과 대결을 벌인다. 이후 비룡과 함께하며 전설의 요리기구를 찾아나선다. 주특기는 식재료를 다루는 뛰어난 칼솜씨. 칠성도라는 일곱 자루의 요리용 칼을 다루기에 '칠성도의 일석'으로 불린다.

- 천봉 (쉘)
  - 구판 성우: 야나카 히로시/김태웅
  - 더 마스터 성우: 나카무라 유이치/권창욱
  - 천재 면점사(만두, 국수 등의 점심 요리를 전문으로 다루는 요리사)로 불리는 떠돌이 요리사. 거대한 쇠몽둥이를 요리도구로 사용하여 '쇠방망이의 천봉'으로 통한다. 양천주가에 찾아가서 벌인 비룡과의 만두대결에서 첫 등장한다. 이를 통하여 비룡과 친구가 되었고, 전설의 요리기구를 찾는 여행에서 두드러진 활약을 벌인다. 근육질의 몸과 괴력을 지닌 것이 특징이다.

## 주변 인물들
- 미령 (파이)
  - 성우: 요시다 리호코, 문선희
  - 비룡의 어머니로 사천 지방의 유서깊은 음식점인 국하루의 주방장. 특급요리사 자격을 지닌 사천의 요리 선녀로 잘 알려져 있으며 젊은 시절 암흑 요리계와 수많은 요리대결을 벌였다. 비룡의 동경의 대상이자 목표이다.

- 진진 (카린)
  - 구판 성우: 히키타 유미/김정애
  - 더 마스터 성우: 하기와라 아미/김두리
  - 비룡의 누나이자 미령의 딸이다. 미령 사후, 사천의 음식점인 국하루를 책임지고 있다. 비룡이 특급요리사 시험을 볼때 요리기구와 재료들을 보냈다. 등장 수는 그다지 많지 않다.

- 아미 (란 훼이홍, 통칭 '훼이')
  - 구판 성우: 오키아유 료타로/홍성헌
  - 더 마스터 성우: 에노키 준야/김혜성
  - 비룡과 함께 특급요리사 자격을 얻은 천재요리사. 어릴적 암흑 요리계에 부모님을 잃은 사실을 깨닫고 암흑패 소굴에 잠입하지만 그들에게 붙잡혀 황실에 잠입할 앞잡이로 이용당한다. 훗날 비룡일행과 황실 요리대결에서 패배한 이후 기억이 돌아오고, 비룡과 전설의 요리기구를 찾기 위한 여행에 동참한다. 구판 애니메이션의 경우 후속 스토리를 보려면 만화책으로만 만나야 한다.

- 장풍 (쇼안)
  - 구판 성우: 시오야 오쿠/김승준 (1~2화), 김일 (34화~45화)
  - 더 마스터 성우: 나카가와 케이이치/윤용식
  - 비룡의 어머니인 미령 요리사의 제자이자 비룡의 사형. 요리실력은 뛰어나지만 천성이 올바르지 못하다. 미령의 사후 국하루의 계승권을 놓고 비룡과 마파두부 대결을 벌이지만 패배하고 쫓겨난다. 이후 암흑요리계에 들어가 비룡에게 복수하겠다는 일념으로 수행을 거듭했고, 상해에 숨겨진 전설의 요리기구를 놓고 벌인 누린함 해상 요리대결에서 등장하여 비룡과 두부 요리로 재대결하지만 또 다시 패배한다. 후에 불타는 누린함에서 떨어질 뻔 했으나 비룡이 그의 손을 잡아주었다. 그 후 그는 비룡에게 모든 사실을 듣고 눈물을 흘렸다. 자신의 잘못을 알고 비룡에게 미령의 요리책 후권을 던진 뒤 스스로 비룡에게서 손을 떼서 불길 속으로 떨어졌다.

- 가면의 요리사/황호 (리엔)
  - 구판 성우: 하야미 쇼/김익태
  - 더 마스터 성우: 사쿠야 슌스케/홍후백
  - 과거 장룡과 같은 주방에서 일하던 일류 요리사. 유란의 어머니를 놓고 벌인 장룡과의 요리 대결에세 패배하자 복수심에 불타 암흑 요리계에 입문 - 다시 한번 장룡의 앞에 나타나 바닷가재 요리 대결을 벌인다. 도중 전갈독에 당한 장룡을 대신한 비룡과 대결을 벌이지만 패배한다. 이후 장룡에게 진실을 듣고 뉘우치며, 암흑 요리계의 위험성을 경고하고는 자살한다.

- 소추 (산췌)
  - 구판 성우: 사카구치 다이스케 (3~5화), 이와나가 테츠야 (34~46화)/김정애
  - 더 마스터 성우: 오카모토 노부히코/김지율
  - 풋내기 시절의 비룡이 양천주가에서 만난 천재 요리사. 불다루는 솜씨가 일품이지만, 과거 주방용칼을 다루다 크게 다쳤던 트라우마 때문에 제대로 요리를 만들지 못한다. 그러나 비룡의 도움으로 그 트라우마를 이겨내고 자신감을 되찾는다. 이후 아버지가 경영하는 상해의 음식점으로 수행하러 떠났고, 비룡과의 재회를 약속한다. 훗날 상해에 숨겨진 전설의 요리기구를 찾으러온 비룡일행과 재회 - 누린함 선생 요리대결에 참가하여 암흑요리계와 맞선다.

- 장룡 (초유)
  - 구판 성우: 오오츠카 아키오/장정진[2]
  - 더 마스터 성우: 시모야마 요시미츠/한신
  - 유란의 아버지로 양천주가의 수석 주방장이자 특급 요리사. 처음에는 비룡을 얕보았지만 이후 비룡을 인정하고 제자로 받아들여 요리 수행을 시킨다.

- 만사통 (루오)
  - 구판 성우: 이시모리 탓구오/주호성
  - 더 마스터 성우: 츠지 신파치/안장혁
  - 양천주가의 총지배인으로 전설적인 특급 요리사로 불리는 인물. 광주지방 요리사 연합의 원로도 맡고 있어 모든 요리사들이 경의를 표하며 따른다. 평소엔 술을 마시며 가벼운 모습을 보이지만, 뛰어난 미각을 소유하고 있어 작중 곳곳의 요리대결에서 심판관을 맡는다.

- 해조 (샹)

- 원조대인 (리 제독)
  - 성우: 코스기 쥬로타, 이봉준
  - 비룡 일행에게 전설의 요리 도구를 암흑 요리계의 손길에서 구하라는 목표를 심어준 인물 중 하나. 국하루의 미래를 건 장풍과 비룡의 대결을 심사한 인물이며 황제의 신임이 두터운 인물이다. 한때 암흑 요리계의 음모로 인해 투옥되기도 하였으나 비룡이 승리하고 진실을 밝힘으로써 방면되었다. 또한 비룡의 어머니인 미령 요리사에게 준 음식으로 인해 목숨을 부지한 적이 있다.

### 특급요리사 시험 관련인물
- 흥낭 (레이카)
  - 구판 성우: 이치죠 미유키/송연희
  - 더 마스터 성우: 오시카 와치카/김두리
  - 광둥성의 전설의 여성요리사로 사천선녀 미령과 쌍벽을 이루었다는 전설이 남겨지고 있는 요리사이다. 또한 지금까지 단 한명의 제자를 삼은 적이 없다는 유명한 요리사이며 비룡이 특급요리사 시험을 볼 때 이 시험의 감독관이 되었다. 엄격한 실력으로 어느 요리사에게 통하지도 속지도 않는 날카롭고 냉정한 판정을 내리고 있다.

- 마평 (한)
  - 성우: 나카타 죠지, 이봉준
  - 동강반점의 요리사이다. 특급요리사 예선시험에서 합격한 5명 중 한명이다. 본선시험에서는 채린과 한무가 실격된 이후 비룡과 아미까지 3명만 남게 된 요리사. 채점을 매기는 상황에서 자신에게 다소 높은 점수를 매긴 두 요리사에게 일부러 낮은 점수를 주었으며 이 행동이 흥낭에게 적발되어 시험에서 불합격 처리되었다.

- 한무 (탄)
  - 성우: 후루타 노부유키, 유동현
  - 반림반점의 부주방장인 요리사이다. 특급요리사 예선시험에서 합격한 5명 중 한명이다. 본선시험에서는 '묘이타'(고양이 귀볼)라는 부면요리를 만들었다. 하지만 이 시험에서는 면이지만 면이 아닌 요리를 만들어야 함에도 밀가루를 사용한 것과 동시에 면이지만 면이 아닌 요리로는 볼 수 없었기 때문에 바로 실격당했다.

- 채린 (체린)
  - 성우: 후카미즈 유미, 김정애
  - 광동요리계의 마녀라 불리는 요리사이다. 특급요리사 예선시험에서 합격한 5명 중 한명이다. 그녀는 쌀과 오징어 먹물로 만든 면을 만들었으나 이 요리에 마약류인 양귀비 가루가 들어있다는 사실을 알아 챈 비룡과 아미의 고발로 적발되었다. 또한 본선 시작 전에는 몰래 비룡의 목덜미에 침을 찔러 미각을 마비시키려한 것도 적발되어 결국 그 벌로 실격은 물론, 요리사 자격을 박탈, 광동 요리계에서 영구 추방을 당하는 신세가 되고 말았다.

- 왕호 (오코)
  - 성우: 호리 토시유키, 성완경
  - 소림각의 떠돌이 요리사. 예선시험에서는 비룡보다 먼저 손을 들어 요리를 선보였다. 하나에 둘도 없는 인물을 뜻하는 '국사무쌍'을 잘 표현하는 면요리를 만들라는 시험 과제에 소동파를 상징하는 요리로서 동파면을 만들었다. 하지만 자신을 꾸미지 않았던 소동파와 달리 동파면은 오히려 화려하게 꾸밈으로 인해 불합격 처리된다.

### 상하이 요리대결 관련인물
- 소명 대인 (탕리)
  - 성우: 김태웅 (4화), 온영삼 (45화)
  - 대연합회의 일원으로 소추의 아버지이자 상해의 용진주가 주인. 소추가 어린시절, 소추에게 요리를 엄하게 가르쳤고 요리훈련까지 훈육을 시켰다. 그렇지만 그 훈육때문에 소추가 괴로워 하고 손을 다치는 등 트라우마가 생겨 가출한 적이 있었다. 상해요리대결 편에서는 암흑요리계에게 납치당해 몫숨이 위태롭지만 비룡일행이 완승을 거둬 무사히 구출된다.

- 장강 대인 (창 대인)
  - 구판 성우: 이봉준
  - 더 마스터 성우: 한만중
  - 상해의 모든시장을 지배하는 상해번영회장이자 대연합회의 일원. 누린함의 연회요리대결에서 5대 미식가가 됨. 이 중에 판정의 중심적인 리더가 된다. 비룡편도 암흑편도 들어주지않아 중립적ᆞ독창적이다. 비룡과 장풍 대결에서 비룡의 마파두부요리를 먹고서 상해요리계에 걸맞은 독창성과 보편성에 감동받아 비룡에게 승자로 지목한다. 이 때 장풍이 선보인 '두부 삼중주'는 옛날 비룡의 어머니 미령요리사에게 먼저 먹어본 기억이 있어 장풍은 비룡에게 패하게 된다.

- 호령 대인 (후 대인)
  - 구판 성우: 나가이 히로타카/장정진
  - 더 마스터 성우: 코마츠 후미노리/박주광
  - 선박 주방장이자 대연합회의 일원. 장강 대인,하림 대인을 비롯한 누린함의 연회요리대결 5대 미식가 중 하나. 온몸에 망토를 걸치고 있다.

- 하림 대인 (코우 대인)
  - 성우: 박상일
  - 대연합회의 일원으로 장강 대인, 호령 대인과 함께 5대 미식가 중 하나. 대머리에 안경을 쓰고있다.

- 연합회 일원 4
  - 성우: 김태웅
  - 대연합회의 일원으로 5대 미식가 중 하나. 비단모를 쓰고있다. 4명에 비해 비교적 젊어 보인다.

- 연합회 일원 5
  - 성우: 김일
  - 대연합회의 일원으로 5대 미식가 중 하나. 중절모에 선글라스를 쓰고있다.

- 여포 (로우코)
  - 성우: 아마다 마스오, 김일
  - 암흑계의 요리사로 오른손에 호랑이 발톱처럼 생긴 기계를 가진 요리사. 첫 번째 대결에서 소추를 상대로 탕요리를 선보였지만 패배. 그 후로 난홀인이라는 도장에 찍히고 만다.

- 허도 대인 (라콘)
  - 구판 성우: 오가타 켄이치/온영삼
  - 더 마스터 성우: 아키모토 요스케/현경수
  - 연회요리대결 두 번째 대결에서 천봉의 상대로 등장한 점심요리의 황제. 연령은 100세가 넘었지만 불명. 면점요리가문을 대대로 지키고 있는 요리기구 백라가를 소지하고 있었다. 만두대결에서 팔도만두를 선보였지만 무승부. 이후로 암흑요리계를 자진탈퇴하고 천봉에게 백라가를 넘겨 10년후에 재회를 약속한 후 요리세상을 배우기 위해 누린함을 떠난다.

- 진홍 (마리)
  - 성우: 김정애
  - 연회요리대결에서 전반이 끝난 후 후반이 시작되 두 대결의 진행을 맡게되는 아가씨.

- 파천 (라체)
  - 성우: 호키 카츠히사
  - 하나뿐인 칠성도의 창시자인 전설의 도공인. 일석의 칠성도를 완성한 후 일석이 칠성도를 만들 수 없도록 절벽에 떨어져 죽게한 뒤 죽은 줄만 알았다. 그러나 실제로는 살아있었고 해조가 파천을 만나 자백제를 먹이고 칠성도가 있는 곳을 말하게 한다. 그리고나서 파천은 확실히 해조에게 살해당한다. 사후 칠성도의 진정한 주인은 다름 아닌 일석을 선택한다.

### 그 밖의 등장인물
- 맹달 신령 (원 세이요)
  - 구판 성우: 타츠타 나오키/유해무
  - 더 마스터 성우: 에치고야 코스케/장서화
  - 구판은 47~48화에서, 더 마스터는 15화에서 등장. 구화마을 주민들이 자신을 신으로 모신다는 사기꾼 맹달. 전설의 요리기구 '청동항아리'를 이용해서 마을주민들에게 전복요리를 먹게 하며 돈을 빼앗는 짓을 저지른다. 이와 같은 짓으로 라면가게에서 비룡일행에게 라면값을 덮어씌우고 슬그머니 도망쳤다. 
 비룡일행과 다시만나 비룡이 못마땅하게 여기자 비룡일행을 내쫓는다. 그러나 혜성신을 재연한 비룡과 대결을 펼치다가 완패한 뒤 사기당한 돈을 다잃고 자신의 궁전까지 파괴되어 구화산에서 추방당한다. 몸집은 소호보다도 더 작은 땅딸보다.

- 혜미 (메이카)
  - 성우: 문선희
  - 과거 음식점 주인의 외동딸로 장룡의 아내이자 유란의 어머니. 아버지가 책임지는 주방에서 가면요리사 황호와 연인 사이가 되었다. 그녀가 있기에 황호는 목숨을 바쳐 요리를 선보였다. 그런데 혜미의 결혼 상대를 건 장룡과 황호의 대결에서 황호가 패해 장룡의 결혼상대가 되어버렸다. 복수심에 불타는 황호가 장룡이 가재에 독침을 넣었다고 하지만 실제로는 혜미가 고통스러워 하면서 가재에 독침을 넣었었다. 결국 그녀의 잘못으로 장룡에게 황호와 만나게 되면 전해달라는 사과의 유언을 남기고는 장룡과 유란을 두고 세상을 떠났다.

- 소호의 어머니
  - 일본인. 채근관의 주인이다. 소호가 어릴 적에 일본 전통을 알려주었다. 맹달의 심술로 감옥에 갈 뻔했으나 소호의 어머니가 알려준 매실장아찌로 비룡의 요리 덕분에 마을의 음식점들이 자유를 되찾았다.

- 만두 형제 (교자 형제)
  - 성우: (흑풍)모리카와 토시유키, 김민석 (대풍)에가와 히사오, 김소형
  - 형쪽이 미남인 흑풍(카라오)이고 동생쪽이 몸집이 큰 사나이인 대풍(아루)이다. 그들은 최고의 만두를 선보여 사람들로부터 호응을 얻었다. 그러나 천성이 올바르지 못해 광주만두대회 직전에 장룡에게 부상을 입혔다. 광주만두대회에서는 자신들이 우세하지만 만댁대인의 조언에 비룡에게 밀린듯 하였다. 결과는 무승부. 다음날 연장전에서는 비룡한테 패배해 만댁대인의 충고를 듣고서 자신들의 잘못을 깨닫고 패배를 인정한다.

- 만백 대인 (로웬 대사)
  - 성우: 오가타 켄이치, 박상일
  - 원조대인보다 오래전에 황실주방장을 지배해온 전설적인 요리사. 관직에서 물러난 뒤 신분을 감추고 평범한 삶으로 살고 있다. 광주만두 경연대회때 비룡이 만든 만두에 감격받아 모든 사람들이 비룡의 만두를 선택했다. 비룡이 우승한 뒤 만두형제에게 좋은 충고를 한 뒤 만두형제는 잘못을 깨닫고 패배를 인정하게 된다.

- 맹달 (보우)
  - 한국어판 성우: 김소형
  - 15화에서 등장. 북경에서온 커다란 몸집의 맹달. 너무 더워서인지 미각이 둔해지고 이상한 트집으로 마을의 요리사들과 가족들을 투옥한다. 그러나 비룡이 선보인 매실장아찌로 만든 요리를 먹고나서 미각도 되찾고 활기가 넘치자 모든 요리사들을 석방시킨다.

- 거산 대인 (카유)
  - 성우: 온영삼
  - 곡청채관의 총지배인으로 옛날 양천주가에서 주방장으로 지냈던 전설의 요리사. 비룡이 요리수행중에 장룡의 부탁을 듣고 거산이 일하던 운남성 곡청에 찾아왔다. 전성시대때 각 누룽지 요리를 선보였다. 30년 전 여든살이 되었을 때 과거에서 낙방한 젊은 제갈공이 거산의 전설의 누룽지탕을 맛을 보며 의지를 되찾았다. 하지만 누룽지탕을 만드는 요리기구를 두고 모든 후계자들에게 누룽지 비법을 알리지 못한 채 세상을 떠났으나 30년이 지난 지금, 비룡이 30년 전과 같은 전설의 누룽지탕을 선보였다.

- 요미 (안리)
  - 성우: 김은아
  - 거산대인의 손녀로 곡청채관을 책임지고 있다. 장룡으로부터 부탁을 받고 온 비룡의 환영식을 올렸다. 비룡에게 사라진 30년 전 비법을 부탁을 요청했다. 비룡이 비법을 알아내자 함정을 빠트리게 만들었다. 그걸 터득하고 만들었으나 제갈공이 30년 전의 누룽지탕이 아니라고 밝혔다. 그렇지만 비룡이 30년 전의 전통을 되살려 감격하였다. 그녀는 쭉쭉빵빵한 몸매로 비룡을 유혹한다. 이에 유란은 그런 요미 때문에 질투한다.

- 제갈공 (렌)
  - 성우: 이봉준
  - 운남성의 총독. 30년 전, 과거시험에 낙방한 뒤 의지를 잃었지만 곡청채관에 찾아와 거산대인이 선보인 전설의 누룽지탕을 맞보며 다시 의지를 되찾았다. 30년이 지난 지금, 곡청채관에 다시 찾아와 전설의 누룽지탕을 시식한다. 요미가 계략을 이용해 그걸 터득하여 선보였으나 30년 전의 요리가 아님을 밝혔다. 그렇지만 비룡이 선보인 전설의 누룽지탕을 시식한 뒤 놀란 표정으로 30년 전이 그리워 감격의 눈물을 삼켰다.

- 늙은 암흑패의 앞잡이
  - 성우: 오인성 (24회~27회), 장정진 (34회~45회)
  - 나이 든 암흑패의 앞잡이로 흰수염이 붙어있다. 비룡과 가면요리사 황호의 대결때 황호편을 들었지만 비룡에게 패배후 암흑패 본거지로 도망친다. 상해요리대결에도 등장하여 장풍과 해조를 도와 상해정복에 힘썼다. 또다시 비룡에게 패하자 장풍을 두고 암호문과 지도를 훔친 해조와 함께 몰래 도망치지만 일석의 힘에 암호문과 지도를 빼앗기고 도주했다.

- 구화마을 촌장
  - 성우: 이봉준
  - 구화마을의 촌장. 구화마을 사람들이 맹달한테 세뇌당했을 때 맹달에게 쫓겨난 비룡일행에게 구화산의 전설의 혜성론을 가르쳐 주었다. 그 가르침 덕분에 맹달도 추방당하고 구화마을의 평화도 되찾았다.

- 허평 (론)
  - 성우: 온영삼
  - 후반에 등장. 암흑요리계의 일원으로 황실에 잡입하는 음모를 꾸미는 사람. 황실요리계의 수행관으로 위장해 원조대인을 투옥시키고 황실주방장을 암흑요리사들을 임명한다. 그러나 비룡의 방해로 황실주방장의 대결을 열린다. 항상 암흑요리사 편을 들지만 비룡일행이 승리하자 아미도 세뇌에서 풀어지게 되고 암흑요리계의 앞잡이였다는 사실이 밝혀지면서 감옥에 들어가게 된다.